# Koolhoven FK.55
Die Koolhoven FK.55 war ein in den Niederlanden von Frits Koolhoven entworfenes Jagdflugzeug der 1930er Jahre.

## Entwicklung

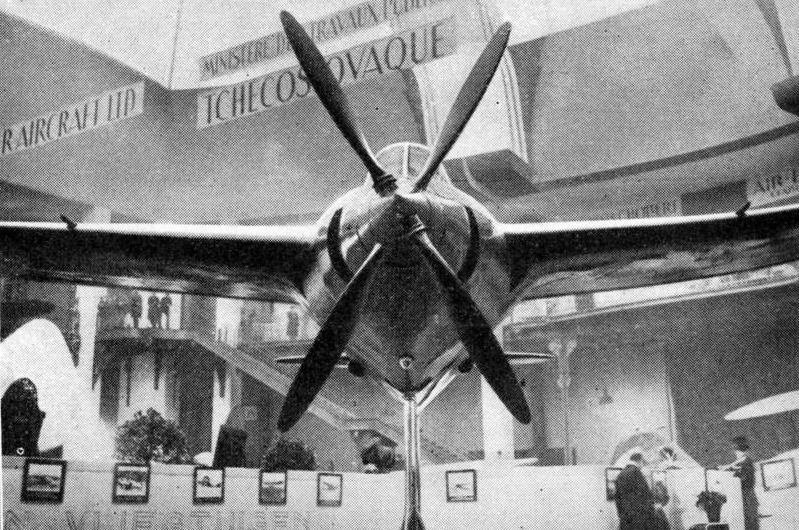
Die Attrappe der FK.55 auf dem Pariser Aérosalon von 1936

Koolhoven gab dem Flugzeug einen eher unkonventionellen Aufbau. Der Motor befand sich hinter dem Piloten im Mittelstück des Rumpfs und trieb über eine Zwischenwelle und ein Getriebe zwei gegenläufige Luftschrauben am Bug an. Mit dieser Auslegung sollte die FK.55 eine Höchstgeschwindigkeit von 510 km/h und eine maximale Steigleistung von 13,5 m/s erreichen. Die Tragflächen wurden weit nach oben gesetzt, weshalb das Hauptfahrwerk am Rumpf befestigt war und eine eher geringe Spurweite aufwies.
Zunächst wurde eine 1:1-Attrappe angefertigt, die 1936 auf dem Pariser Aérosalon ausgestellt wurde und dort einiges Aufsehen ob ihrer originellen Konstruktion erregte. Anschließend erfolgte der Bau eines Prototyps, der 1938 abgeschlossen wurde. Er erhielt als Antrieb einen französischen Pétrel-Zwölfzylinder-V-Motor von Lorraine mit 860 PS, für die Serienfertigung wurde aber ein sehr viel stärkeres  Sterna-Triebwerk vom gleichen Hersteller vorgesehen. Am 30. Juni 1938 startete die FK.55 zu ihrem ersten Flug, der gleichzeitig ihr letzter war und nur ganze zwei Minuten dauerte. Weitere Versuche folgten nicht und das Programm wurde beendet. Wahrscheinlich bewährte sich das Konzept nicht, war zu unausgereift oder zu kompliziert.
Ein Bombenangriff des KG 4 der deutschen Luftwaffe auf den Flugplatz Waalhaven in den frühen Morgenstunden des 10. Mai 1940, bei der auch die Produktionsanlage von Koolhoven mitsamt sich im Bau befindlicher Flugzeuge schwer getroffen wurde, zerstörte ebenfalls die abgestellte FK.55.

## Aufbau
Die FK.55 wurde als freitragender Schulterdecker in Gemischtbauweise entwickelt. Das Vorderteil des Rumpfs bestand bis etwa in Höhe der Tragflächenhinterkante aus einem verschweißten Stahlrohrgerüst und dahinter aus einem Holzgerüst in Schalenbauweise. Die Beplankung bestand aus Glattblech. Im Schwerpunktbereich unter den Tragflächen war hinter dem Pilotensitz der Motor sowie die Kraftstoff- und Schmierstoffbehälter mit jeweils 430–510 bzw. 39–50 l Inhalt untergebracht. Die weit nach vorn gesetzte, geschlossene Kabine bot dem Flugzeugführer eine sehr gute Sicht.
Die FK.55 besaß mit Sperrholz verkleidete, hölzerne Tragflächen mit zwei Kastenholmen und Rippen aus Sperrholz. Zwischen Querrudern und Rumpf waren Spreizklappen angebracht. Am Heck befand sich das freitragende Leitwerk in Normalbauweise. Das achsenlose Heckradfahrwerk wurde in den Rumpf eingezogen.

## Technische Daten
| Kenngröße                                  | Daten |
| ------------------------------------------ | --- |
| Besatzung                                  | 1 |
| Spannweite                                 | 9,60 m |
| Länge                                      | 9,25 m |
| Höhe                                       | |
| Flügelfläche                               | 16 m² |
| Flügelstreckung                            | 5,75 |
| Flächenbelastung                           | 142,30 kg/m² |
| Leistungsbelastung                         | 1,69 kg/PS |
| Flächenleistung                            | 84,5 PS/m² |
| Rüstmasse                                  | 1600 kg |
| Zuladung                                   | 680 kg |
| Startmasse                                 | 2280 kg |
| Errechnete Leistungen für Serienausführung | |
| Antrieb                                    | ein flüssigkeitsgekühlter Zwölfzylinder-V-Motor mit zwei gegenläufigen Zweiblatt-Metall-Verstellluftschrauben Ratier |
| Typ                                        | Lorraine „Sterna“ |
| Startleistung Dauerleistung                | 1.350 PS (993 kW) 1.000 PS (735 kW)                                                                                  |
| Kraftstoffvolumen                          | normal 430 l maximal 510 l                                                                                           |
| Höchstgeschwindigkeit                      | 510 km/h in 3600 m Höhe                                                                                              |
| Marschgeschwindigkeit                      | 450 km/h in 3600 m Höhe                                                                                              |
| Landegeschwindigkeit                       | 115 km/h |
| Steiggeschwindigkeit                       | 13,1 m/s in Bodennähe 13,5 m/s in 3200 m Höhe 9,2 m/s in 6000 m Höhe 4,8 m/s in 8000 m Höhe                          |
| Steigzeit                                  | 12,8 min auf 8000 m Höhe                                                                                             |
| Dienstgipfelhöhe Rechnungsgipfelhöhe       | 10.100 m 10.300 m |
| Reichweite bei Marschgeschwindigkeit       | 850 km mit 430 l Kraftstoff 1000 km mit 510 l Kraftstoff                                                             |
| Flugdauer bei Marschgeschwindigkeit        | 1,9 h mit 430 l Kraftstoff 2,25 h mit 510 l Kraftstoff                                                               |